# Festival du cinéma méditerranéen de Montpellier
 (août 2023).
Le Festival International du Cinéma Méditerranéen ou CINEMED, est un festival de cinéma, centré sur les productions du bassin méditerranéen, de la mer Noire, du Portugal et de l'Arménie. Il a lieu chaque année à Montpellier.

## Historique
En 1979, les membres du Ciné-club du Jean-Vigo crééent une association et organisent une semaine consacrée au cinéma italien. En 1981, elle prend le nom de Rencontres avec le cinéma Italien et méditerranéen. En 1984, les Rencontres s'installent au Centre Rabelais, avant de rejoindre le Corum en 1988.
En 1989, le festival se dote d'une section compétition et devient le Festival International du Cinéma Méditerranéen de Montpellier.
En 2016, la direction artistique du festival est assurée par Christophe Leparc. Ce dernier remplace Jean-François Bourgeot.
Depuis 2019, la présidence du festival est assurée par Leoluca Orlando, maire de Palerme . Il succède à ce poste à Aurélie Filippetti, présidente depuis 2016.
Le jury décerne plusieurs prix, dont le plus important est l'Antigone d'or de Montpellier Méditerranée Métropole. Le nom du prix est une référence au quartier de la ville porte le nom d'Antigone.
Il se déroule dans différents lieux de la ville : le Corum, le Centre Rabelais, la Maison pour Tous Louis Feuillade ou dans les cinémas : Utopia Saint-Bernadette, Diagonal, Nestor Burma.
A partir de 1992, le premier stage de la classe L est destiné aux élèves de classe de terminale option cinéma audiovisuel. Il est conservé malgré la réforme des spécialités de Blanquer de 2019. En 2010, c'est au tour du festival du film lycéen d'être créé pour récompenser les créations des lycéens participants.
La nuit en enfer est un programme organisé depuis au moins la 25e édition de 2003 au Centre Rabelais, puis au cinéma Utopia à partir de 2016. Environ cinq films sont programmés durant une nuit entière avec des pauses entre les films. Des quizz, un concours de déguisements, des jeux et des pré-programmes décalés ponctuent les soirées. Les films d'horreur et fantastiques proposés n'ont pas toujours un lien avec la thématique méditérannéenne. A partir de 2022, les rendez-vous fantastiques proposent un cinéma de genre exclusivement méditérannéen.

## Jurys

### 37eédition (2015)
Longs métrages
- Roschdy Zem, (président du jury), comédien et réalisateur
- Marianne Denicourt, comédienne
- Leïla Slimani, écrivaine
- Alice de Lencquesaing, comédienne
- Jacques Fieschi, scénariste et réalisateur

### 38eédition(2016)
Longs métrages
- Laetitia Casta (présidente du jury)[12], actrice, mannequin et réalisatrice
- Loubna Abidar, comédienne
- Maud Ameline, scénariste
- Farid Bentoumi, réalisateur
- Yann Gonzalez, scénariste, réalisateur

Jury Étudiant de la Première Œuvre  :
- Charlotte Argée, Yann Khalfaoui, Lola Longarini, Anna Prat, Wiheb Riahi, Louis Thines

### 39eédition(2017)
Longs métrages
- Aure Atika (présidente du jury), actrice et écrivaine
- Anne-Dominique Toussaint, productrice
- Swann Arlaud, acteur
- Tahar Ben Jelloun, écrivain
- Thierry de Peretti, réalisateur

Jury Étudiant de la Première Œuvre :
- Kenza Courtois, Robin Goffin, Benjamin Page

### 40eédition(2018)
Longs métrages
- Robert Guédiguian (président du jury), réalisateur
- Lola Naymark, actrice
- Jacques Boudet, acteur
- Gérard Meylan, acteur
- Grégoire Leprince-Ringuet, acteur
- Robinson Stévenin, acteur

### 41eédition(2019)
- Julie Bertuccelli (présidente du jury), réalisatrice
- Yaël Fogiel, productrice
- Çağla Zencirci, réalisatrice
- Karim Moussaoui, réalisateur
- Shaïn Boumedine, acteur

### 42eédition(2020)
- Grand Corps Malade (président du jury), slameur
- Soufiane Guerrab, acteur
- Solène Rigot, actrice
- Lola Créton, actrice
- Camille Claris, actrice

### 43eédition(2021)
- Asia Argento (présidente du jury), actrice, réalisatrice
- Claire Burger, réalisatrice
- David Carretta, musicien
- Pierre Deladonchamps, acteur
- Camille Vidal-Naquet, réalisateur

### 44eédition(2022)
- Rachida Brakni  (Co-présidente du jury), actrice
- Eric Cantona (Co-président du jury), acteur
- Delphine Gleize, réalisatrice, scénariste et actrice
- Chloé Mazlo, artiste plasticienne, réalisatrice, scénariste
- Piers Faccini, auteur, compositeur et interprète

### 45eédition(2023)
- Pascal Elbé (président du jury), réalisateur
- Zineb Triki, actrice
- Nadia Ben Rachid, monteuse
- Jean-Baptiste Durand, réalisateur
- Arnaud Rebotini, compositeur

### 46eédition(2024)
- Katell Quillévéré (présidente du jury), réalisatrice et scénariste
- Julie Lecoustre, réalisatrice et scénariste
- Bamar Kane, acteur
- Rabah Nait Oufella, acteur
- Mathieu Palain, écrivain et journaliste